# Донован, Марион
Марион О’Брайен Донован (англ. Marion O’Brien Donovan) (15 октября 1917 — 4 ноября 1998) была американским изобретателем и предпринимателем. Она была одной из самых талантливых женщин-изобретателей своего времени, получив в общей сложности 20 патентов на свои изобретения. Донован была занесена в Национальный зал славы изобретателей в 2015 году. Ее наиболее значимой инновацией является изобретение многократного, герметичного водонепроницаемого чехла для подгузников в 1946 году после многих попыток. Это привело к созданию одноразового подгузника, который в конце концов был коммерциализирован Виктором Миллсом, создателем Pampers.

### Юность и образование
Донован родилась 15 октября 1917 года в Саут-Бенде, штат Индиана. Она росла в окружении разных устройств и изобретений. Её отец и дядя изобрели токарный станок «Саут-Бенд», который использовался для шлифования автомобильных шестерен. После смерти матери, Мэрион было тогда семь лет, девочка стала проводить большую часть своего свободного времени на фабрике. Отец поощрял ее любопытство, и когда она хотела создать новую форму зубного порошка, он помог ей в создании своего продукта. В 1939 году Донован получила степень бакалавра английской литературы в Роузмонт-колледже в Пенсильвании. В 1958 году получила степень магистра архитектуры в Йельском университете, где была одной из трех женщин в своем выпускном классе.
Получив степень бакалавра английской литературы, Донован несколько лет работала помощником редактора в журнале Vogue в Нью-Йорке. Затем она покинула пост, чтобы создать семью и переехать в Уэстпорт, штат Коннектикут. Первый раз Донован вышла замуж за Джеймса Ф. Донована в 1942 году, второй — за Джона Ф. Батлера в 1981 году. У нее было трое детей.

### Изобретения
Как писала New York Times, после рождения второй дочери Мэрион столкнулась с неприятной проблемой: из-за недостаточной водонепроницаемости тканевых подгузников младенцы постоянно мочили и пачкали не только подгузники, но и простыни и одежду, на которой они лежали. Донован экспериментировала с тканью из штор для душа, чтобы сшить многоразовый, герметичный и дышащий чехол для подгузников с мешочком для впитывания. Донован использовала нейлоновую парашютную ткань, которая была дышащей, устраняла опрелости. Кроме того, она заменила английские булавки, которые использовались в традиционных подгузниках, на ремешки. Она назвала свое изобретение «Boater», поскольку оно «выглядело как лодка» или «потому что помогало младенцам „держаться на плаву“». Поскольку ни один производитель не заинтересовался ее продуктом, Донован решила производить его сама. Дебют состоялся в 1949 роду на Saks Fifth Avenue в Нью-Йорке и этот дебют сразу стал успешным. В 1951 году Донован получила четыре патента на свое изобретение, которые в том же году продала корпорации Keko за 1 миллион долларов. Она использовала эти деньги для финансирования других изобретений; ее целью всегда было создавать продукты, делающие жизнь более удобной и организованной.
Следующей целью Донован было создание одноразовых подгузников, она работала с прототипами, используя специальный состав бумаги, который одновременно впитывает влагу и отводит её от кожи младенцев, предотвращая появление сыпи. После долгих экспериментов Донован разработала состав из прочной впитывающей бумаги, которая хорошо справилась со своей задачей. Она объехала крупнейшие бумажные компании США и подверглась высмеиванию за то, что предлагала такой ненужный и непрактичный товар. Хотя Донован так и не смогла найти нужного производителя, ей приписывают инновации, которые в конечном итоге привели к созданию одноразовых подгузников, представленных в США компанией Procter & Gamble в 1961 году.
Донован создала «Zippity-Do», эластичный шнур, который можно было временно прикрепить к молнии на спине платья, тогда владелец мог использовать шнур, чтобы подтянуть молнию, потянувшись через плечо. Она также изобрела мыльницу со сливом в раковину и компактную вешалку для 30 предметов одежды («Big Hangup»).
Донован умерла 4 ноября 1998 года из-за болезни сердца в возрасте 81 года в больнице Ленокс-Хилл в районе Манхэттена в Нью-Йорке. Донован была показана в эпизоде "The Daily Show" от 15 марта 2018 г.

### Почести и награды
Донован занесена в Национальный зал славы изобретателей в 2015 году и ее фотография висит на стене Зала славы.